# シャルル・ジェラール

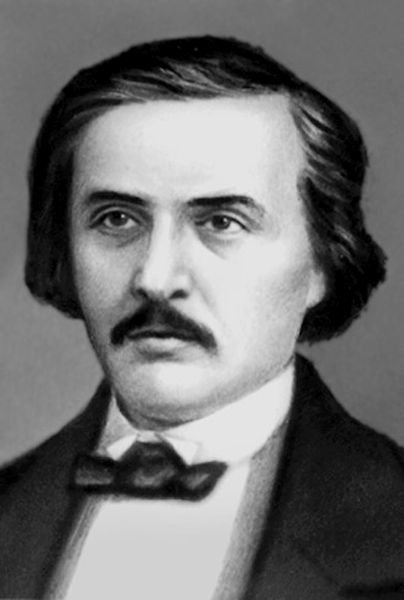
シャルル・ジェラール

シャルル・フレデリック・ジェラール（Charles Frédéric Gerhardt, 1816年8月21日 – 1856年8月19日）は、フランスの化学者。
アンドレ・デュマの提唱した型の説をまとめなおしアウグスト・ケクレの原子価説への橋渡しを行なった。またアレキサンダー・ウィリアムソンが予想したカルボン酸無水物を実際に合成した。
オーギュスト・ローランと親交を結び、大きな影響を受けた。またローランとともに当時の権威であった年長の化学者たちに対して批判的な立場をとり、若くして亡くなった不遇の化学者としてしばしば並列して扱われている。

## 生涯
1816年にストラスブールに白鉛製造業者の息子として誕生した。地元のギムナジウムを卒業後、1831年にカールスルーエ理工科学校、さらに1833年にライプツィヒの商業学校へと移り、そこで化学を学んだ。1834年に一旦実家に戻り家業を継ぐが、肌に合わなかったらしく父の反対を受けながら出奔し、ハーゲナウの槍騎兵隊に入隊してしまう。その後1836年に除隊し、今度はギーセンのユストゥス・フォン・リービッヒの元で学んだ。
1838年にリービッヒの紹介でパリのアンドレ・デュマの元で助手となった。ちょうどデュマが型の説を提唱したのと同じ時期である。1839年に残余の理論と呼ばれる複分解反応に関する理論を提案した。1841年にデュマのつてでモンペリエの化学ファキュルテの臨時教授となった。このころジェラールは存在の連鎖という生気論的な有機化合物の分類を提示した。すなわち脳を構成する物質を上位に、二酸化炭素や水のような代謝産物を下位に置くような序列構造を考案している。
1843年に相同列（同族列）の概念に基づいた分子式に基づく化合物分類を提唱した。また残余の理論にもとづくとイェンス・ベルセリウスによる原子量・分子量の決定法に問題があることを示した。これはアボガドロの仮説の妥当性を示す第一歩となった。またこの年にオーギュスト・ローランと政治活動を通じて知り合い親交を結んだ。ローランは分子式に基づく分類を化合物の性質に関する情報を何も与えていないとして批判した。その後のジェラールの研究はローランからの批評に大きく影響されている。また分子式に基づく化合物分類の発表は師であるデュマとの間にプライオリティについての争いを引き起こした。ジェラールは年長者への敬意を欠いて自分の方が優れていると主張し、また批判が容赦ないものであったため、不遇な扱いを受けることになっていく。
1848年にジェラールはモンペリエを離れ、パリにローランとともに私設実験室を作りそこを研究拠点とした。1851年には不在と共和制を支持する信条を公言していたことを理由にモンペリエの教授職を解雇されてしまう。1853年にアレキサンダー・ウィリアムソンが予想したカルボン酸無水物を合成することに成功し、その結果から新しい型の説を提唱した。1855年にその業績によりストラスブール大学の教授職を得たが、翌年に39歳で死去した。

## 業績

### 型の説
ジェラールが新たに提唱した相同列や型の説の概念はアウグスト・ケクレの原子価説への重要な橋渡しとなった。その詳細な経緯については型の説を参照のこと。

### 残余の理論
ジェラールの提唱した残余の理論はすべての化合物が2つの根の接合した接合子として表されるというものであった。ただ、ジェラールは根の説の信奉者とは違い、根の実在性は否定し、根は反応の際に一時的に現れるだけであるとした。
この説の副産物として単体の分子式についての問題が解決された。当時は単体は単原子であると考えられていたため、ベンゼンと塩素が反応してクロロベンゼンと塩化水素の2つの塩素化合物が生成する反応をうまく説明できなかった。しかしジェラールの説によれば水素や塩素も2つの根が接合した二原子分子であるということになり、この問題が解決された。
またこの説を採用すると、ベルセリウスの原子量・分子量決定法に問題があることが分かった。ベルセリウスは金属 M の酸化物の組成式を MO と考えていたため、1価の金属の原子量がすべて2倍になっていた。そしてカルボン酸の分子量を銀塩の組成から決定していたため、カルボン酸の分子量も2倍になってしまっていた。ここでジェラールはカルボン酸の塩素置換反応に残余の理論を適用すると、塩化水素の分子量も従来の2倍になってしまうということに気づいた。ジェラールは金属 M の酸化物の組成式は M2O であるとすれば一貫性が得られ、またアボガドロの仮説が成立することを示した。ローランはこの説を支持し、その重要性を指摘した。
この新しい分子量はウィリアムソンやウィリアム・オドリング、アウグスト・ヴィルヘルム・フォン・ホフマンらによって採用された。ただし、ジェラールは今度は2価の金属についても組成式を M2O としてしまったために、これらの金属については原子量が今度は半分になってしまった。この誤りは後にスタニズラオ・カニッツァーロによって正されることになった。